# Realismo animista
Realismo animista é uma ideia de gênero literário proposta como específica para as literaturas africanas frente aos conceitos como o realismo fantástico, realismo mágico e realismo maravilhoso. 
O termo foi pensado em 1989 pelo escritor angolano Pepetela em seu romance Lueji.
Pesquisadores africanos, como crítico literário nigeriano Henry Garuba e o angolano Henrique Abranches, estudam o tema. Na crítica em língua inglesa, autores como Mark Mathuray entendem o termo para as literaturas africanas anglófonas como "sacred realism".
Já no Brasil, destacam-se trabalhos de Sueli Saraiva (UNILAB), Jane Tutikian (UFRGS), Flávio Garcia (UERJ) e Silvio Ruiz Paradiso (UFGD).
Garuba vê a necessidade de um conceito próprio africano, visto sua também própria concepção de mundo, de morte, de vida e de tempo, tão diferente da qual fora trazida pelo colonizador entre os séculos XV e XIX. Garuba utiliza o termo realismo animista para nomear uma tendência na ficção africana que, para ele, é muito mais ampla que o realismo mágico: 
“Se o realismo mágico caracteriza-se por uma tentativa de capturar a realidade através de uma visão multidimensional do mundo, visível e invisível, a lógica animista subverte e desestabiliza a hierarquia da ciência sobre o mágico e a narrativa secular da modernidade, reabsorvendo o tempo histórico nas matrizes do mito e da mágica” 
O animismo explica o mundo africano, onde o mundo ‘natural’ convive com o ‘sobrenatural’, sendo ambas as realidades para vários povos africanos, porém, uma visível e a outra não. Logo, nessa perspectiva, a estética literária mais precisa seria o realismo animista.  O fato de o termo e de a ideia de realismo animista terem surgidos em África - da África para a África - é um grande diferencial. Além disso, o conceito ressignifica o termo “animista” (bem como suas variações, “anímico” e “animismo”) que, desde Tylor (1871), passando pelas descrições missionárias durante a colonização, foi demonizado e tratado como sinônimo de primitivismo.